# Örményország autópályái
Ez a lap Örményország autóútjait részletezi. Az autóutakon a megengedett legnagyobb sebesség 110 km/h.

## Az autóutak listája
| Név | Jel | Érintett városok                                                         | Kilométerszámozás / 2009-ig ennyi készült el belőle |
| --- | --- | ------------------------------------------------------------------------ | --------------------------------------------------- |
| M1  |     | Jereván (Երեվան) – Ashtarak (Աշտարակ)                                    | ? km / ? km                                         |
| M2  |     | Jereván (Երեվան) – Artashat (Արտաշատ) – Ararat (Արարատի)                 | ? km / ? km                                         |
| M4  |     | Jereván (Երեվան) – Hrazdan (Հրազդան) – Sevan (Սևանա)                     | ? km / ? km                                         |
| M5  |     | Jereván (Երեվան) – Vagarshapat (Echmiadzin/Էջմիածին) – Armavir (Արմավիր) | ? km / ? km                                         |
| M15 |     | Jereván (Երեվան) (Abovian) – keleti körgyűrű                             | ? km / ? km                                         |